# غرابو
غرابو (الده) (بالألمانية: Grabow) هي مدينة و بلدة ألمانية تقع في ألمانيا في Landkreis Ludwigslust-Parchim. يقدر عدد سكانها بـ 6,127 نسمة .

## المدن التوأمة
مدن بركن نوردراين وستفالن، Albertslund Municipality و Albertslund هي مدن توأمة لـغرابو (الده).